# نخل ودل
نخل ودل (نام علمی: Lytocaryum weddellianum) نام یک گونه از سرده سست‌میوه‌ها است.